# Laguna de Orbetello
La laguna de Orbetello es una laguna costera en la provincia de Grosseto, en la Maremma grossetana (Toscana, Italia central). Con una elevación de 1 m s. n. m., su superficie es de 26,9 km². La profundidad media es de alrededor de un metro, la máxima no supera los dos metros.((liberate laguna))

## Territorio

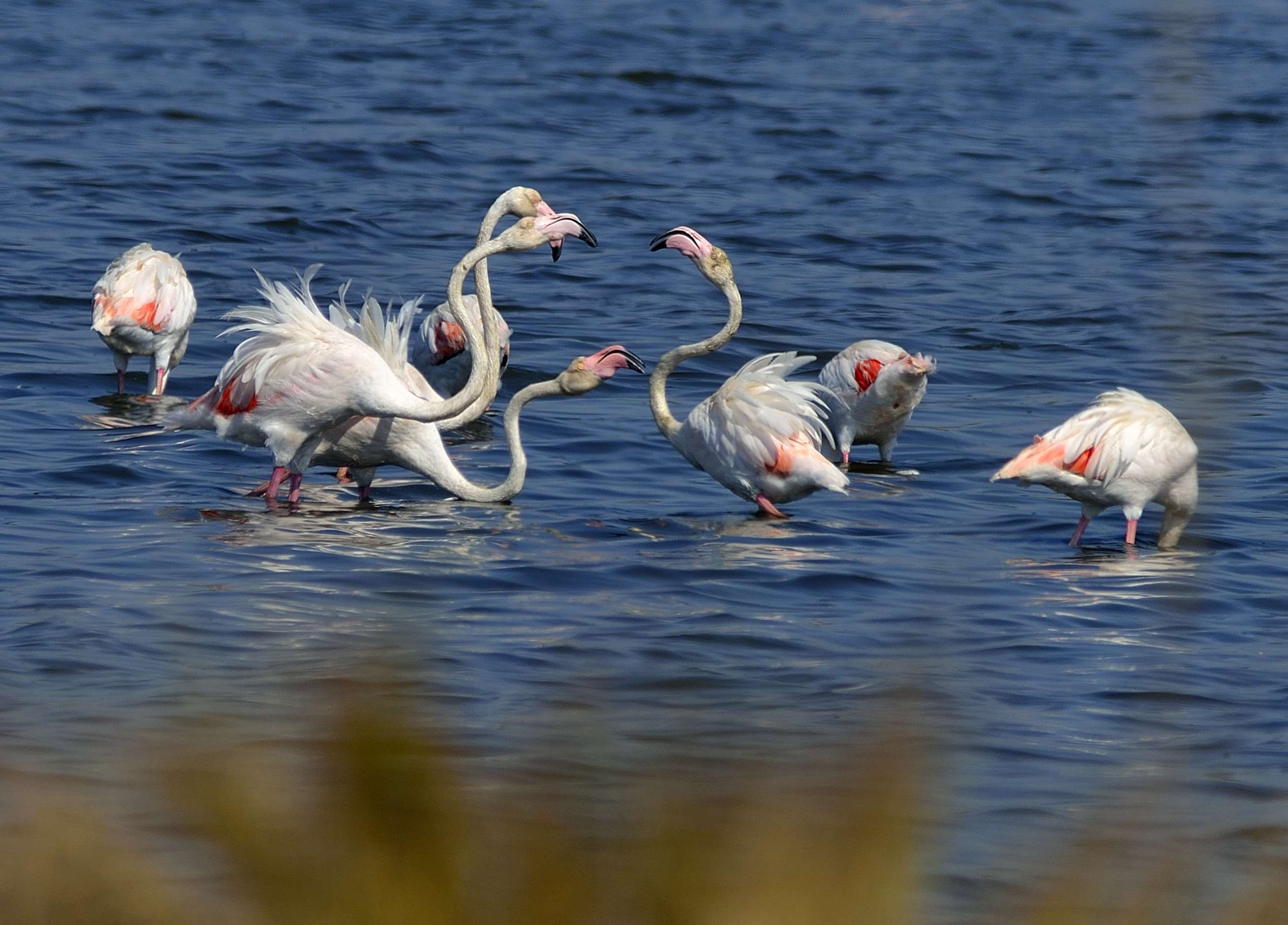
Flamencos rosados en la laguna.

Está separada del mar al oeste y al este por dos franjas de tierra con una longitud de alrededor de 6 km (los tómbolos arenosos de la Giannella al noroeste y de la Feniglia al sureste) y al oeste del promontorio del Argentario. Un tercer istmo de tierra se destaca en el centro de la laguna y sobre él se alza el centro urbano de Orbetello. Un puente artificial (la Diga Leopoldiana) une Orbetello con el Monte Argentario y divide la laguna en dos partes, la Laguna de Poniente y la Laguna de Levante.
Comunica con el mar a través de tres canales artificiales: el canal de Fibbia (o de las Salinas) en los alrededores de la desembocadura del río Albegna y el canal de Nassa (en la localidad de Santa Liberata), ambos sobre el Tómbolo de Giannella y el canal de Ansedonia sonre el tómbolo de Feniglia. Se proyectó un cuarto canal, el canal del Pertuso, e incluso comenzaron las obras de excavación, pero no se terminaron.

## Áreas naturales protegidas
A causa del escaso aporte de agua del mar y de la inmisión de desechos ricos en nitratos y sales de potasio, provenientes de la agricultura, que ha determinado la proliferación de algas, y el consecuente empobrecimiento de oxígeno, la Laguna de Orbetello es un ambiente de alto riesgo. Actualmente parte de la Laguna de Poniente está protegida en el Oasis del WWF de la Reserva natural Laguna di Orbetello di Ponente y del bosque de Patanella. Sobre la zona persiste también la Reserva natural Laguna di Orbetello, gestionada por la provincia de Grosseto y la zona de protección especial "Laguna di Orbetello".
Es un humedal de importancia internacional protegido por la convención de Ramsar. En ella nidifican o pasan muchas especies de pájaros.